# 1980年モスクワオリンピック
1980年モスクワオリンピック（1980ねんモスクワオリンピック、ロシア語: И́гры XXII Олимпиа́ды）は、1980年（昭和55年）7月19日から8月3日までの16日間、ソビエト連邦（現：ロシア連邦）の首都・モスクワで開催されたオリンピック競技大会。モスクワ1980 (Moscow 1980, Москва 1980) と呼称される。
社会主義国家・共産圏初のオリンピックとなったが、後述するボイコット問題で、政治とスポーツの関係が問われた大会でもあった。

## 大会開催までの経緯
ソ連は、1952年ヘルシンキオリンピックでオリンピックに初参加してから常に国別のメダル争いで上位に立ち、ステート・アマと呼ばれるトップ選手の金メダル獲得を国威発揚に活用していた。その集大成として、自国の首都であるモスクワでのオリンピック開催を目指すようになった。
一方で、オリンピック自体は巨大化の弊害が見え始め、1972年ミュンヘンオリンピックでのテロ事件（ミュンヘンオリンピック事件）などもあり、開催都市への負担が大きくなってきた。
その中で、スポーツ大国のソ連が運営を全面的に担うというモスクワ開催は多くの支持を集め、1974年10月23日、オーストリアのウィーンで開かれた第75回国際オリンピック委員会総会でモスクワでの1980年夏季五輪の開催が決定された。
| 都市         | 国             | 1回目 |
| ------------ | -------------- | ----- |
| モスクワ     | ソビエト連邦   | 39    |
| ロサンゼルス | アメリカ合衆国 | 20    |

モスクワでの初の開催決定を受けて大会施設の建設が急ピッチで行われたほか、旧態化していたモスクワの当時の空の玄関であるシェレメーチエヴォ国際空港の空港ターミナルビルが大幅改修されるなど行われた。

## ボイコット問題

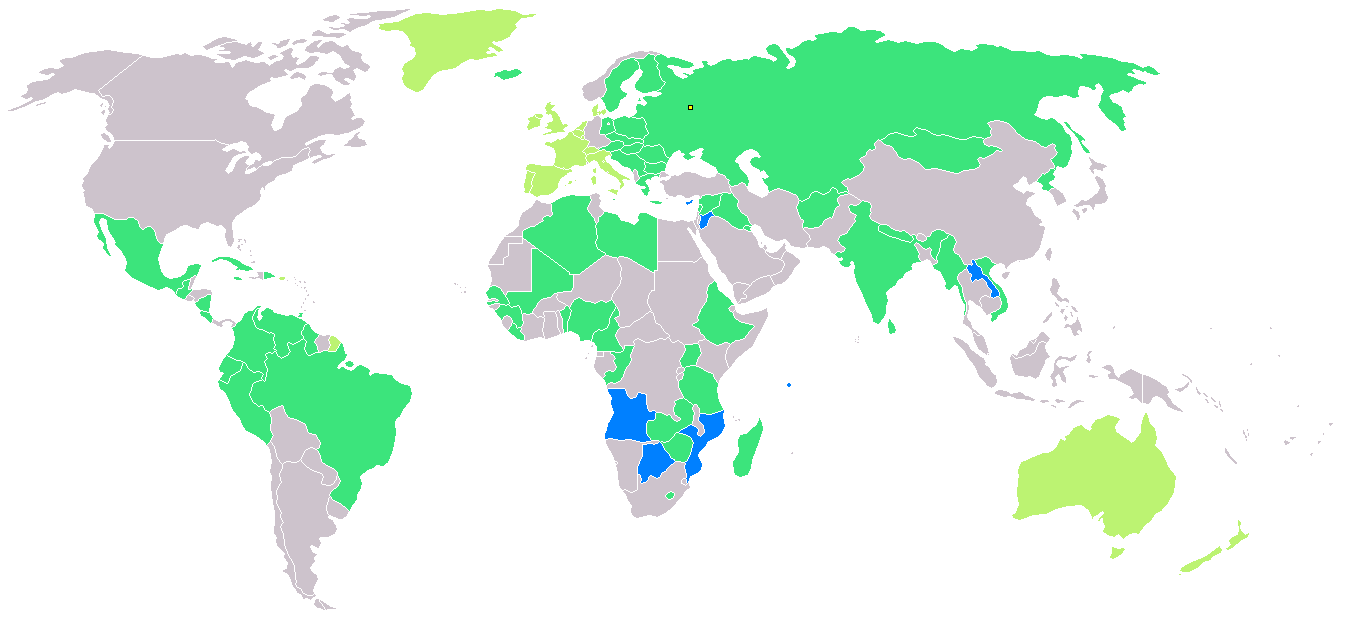
オリンピック初参加国
2回目以降の参加国
自国旗を用いず五輪旗を用いた参加国
不参加国

しかし、冷戦下において東側諸国の盟主的存在であるソ連で行われたこの大会は、前年1979年12月に起きたソ連のアフガニスタン侵攻の影響を強く受け、集団ボイコットという事態に至った。

### 主な国の動向

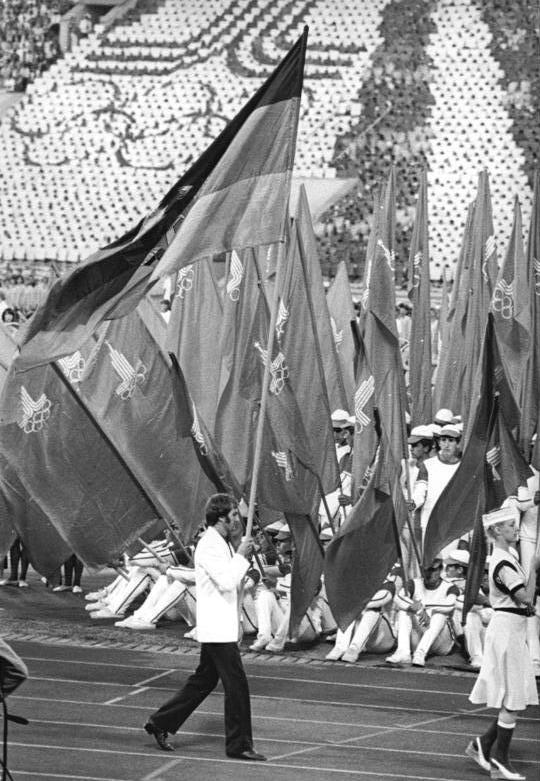
開会式に入場する東ドイツ代表チームの旗手

冷戦で、ソ連と対立していたアメリカ合衆国は1979年のソ連のアフガニスタン侵攻を口実に、五輪からソ連を締め出すことを決断しアメリカオリンピック委員会もこれを了承した。ブレジネフ政権は見返りも提示して説得工作を行ったが失敗に終わり、最終的にアメリカのカーター大統領が1980年1月にボイコットを主唱したことから、日本、分断国家の西ドイツや韓国、それに1979年10月の国際オリンピック委員会 (IOC) 理事会（名古屋開催）でIOC加盟が承認されていたが、1960年代以降ソ連と対立関係にあった中国やイラン、サウジアラビア、パキスタン、エジプトなどといったアフガニスタンでムジャーヒディーンを支援するイスラム教諸国、および反共的立場の強い諸国など50カ国近くがボイコットを決めた。アメリカはコートジボワール、イタリア、日本、西ドイツ、中国といったボイコットした国々に対してモスクワ五輪に対抗した競技大会を準備し、陸上競技のリバティ・ベル・クラシックや体操競技のUSGF国際招待大会をアメリカで開催した。
一方、イギリス、フランス、イタリア、オーストラリア、オランダ、ベルギー、ポルトガル、スペインなどの西欧・オセアニアの西側諸国の大半は参加した。イギリスではボイコットを指示した政府の後援を得られず、オリンピック委員会が独力で選手を派遣した。フランス、イタリア、オランダなど7カ国は競技には参加したものの、開会式の入場行進には参加せずイギリス、ポルトガルなど3カ国は旗手1人のみの入場行進となった。
これらの参加した西側諸国は概ね国旗を用いず、優勝時や開会式などのセレモニーでは五輪旗と五輪賛歌が使用された。ただし、ギリシャのみは国旗を用いていた。

#### 日本
- 1979年 - オリンピック協賛企業のテレビCMでは「頑張れニッポン！ モスクワは近い！」というフレーズが盛り込まれ、プレイベントが各媒体で大々的に行われていた。
- 1980年2月 - 前月のアメリカからの西側諸国への要請を受け、日本国政府は大会ボイコットの方針を固めた[1]。一方、日本オリンピック委員会 (JOC) は大会参加への道を模索した。
- 1980年4月 - 日本国政府の最終方針としてボイコットがJOCに伝えられた。多くの選手はJOC本部で大会参加を訴えた。
- 1980年5月24日 - JOC総会の投票（29対13）でボイコットが最終的に決定された。この採決は挙手によるもので、伊東正義官房長官（当時）も出席しており、各競技団体の代表者には参加に投票した場合には予算を分配しないなどの圧力がかけられていたことが明らかになっている[1][4]。
- 1980年6月11日 - JOC常任委員会がモスクワ五輪日本選手団（幻のメンバー）、同時に大会への不参加を承認する。

### IOCの動向
このボイコット問題は、IOCの責任能力ならびに統率力の限界を露呈させた。当時IOCのマイケル・モリス会長はこのボイコット問題に関して、「この問題に対してIOCはコメントする立場にない。よって、IOCは一切関わらず、責任は負わない」として関与を拒絶した。しかも建前上は各国の意志の尊重を掲げていたため、IOCおよびモリス会長に批判が集中した。その上、モリス会長は閉幕後に責任を取る形で辞任を表明したが、この辞任に対しても、責任逃れという批判が相次ぎ、IOCの責任がますます問われることとなった。
IOCがこのボイコット問題に関して言及したのは、この時が唯一であり、これ以降は2024年現在に至るまで一切声明を発していない。

### 前後のボイコットとの関連

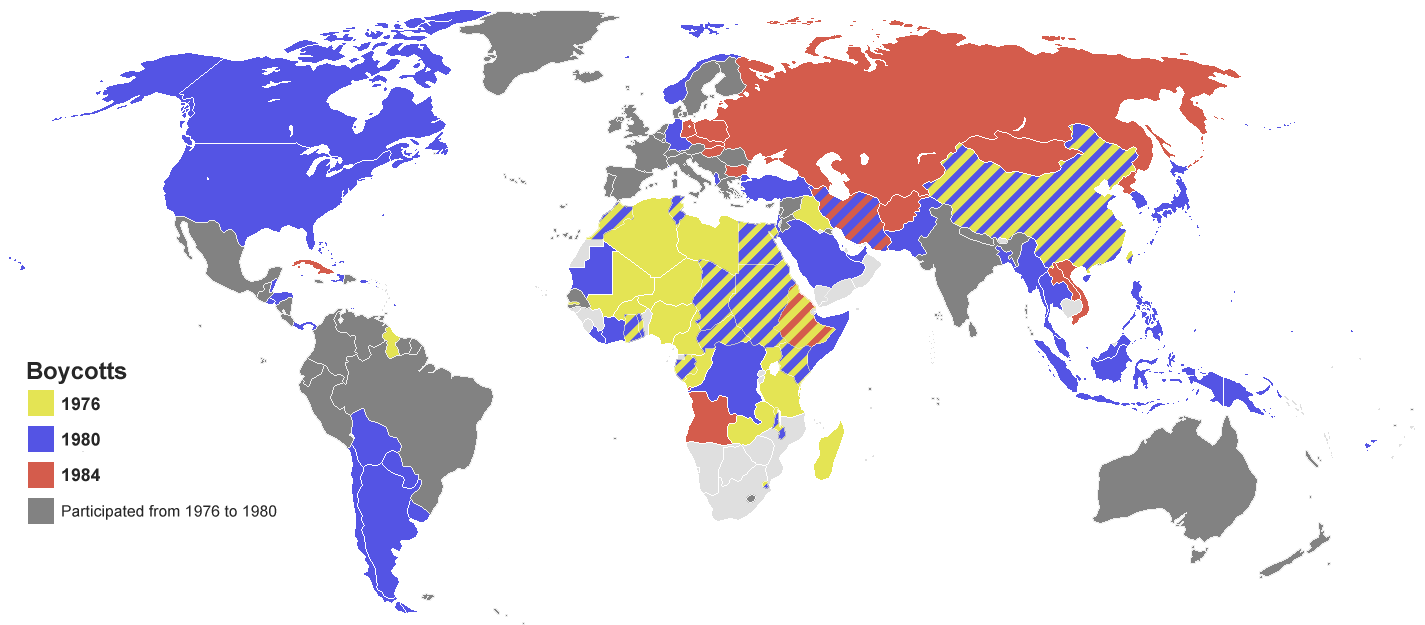
1976年モントリオールオリンピックをボイコットした国
1980年モスクワオリンピックをボイコットした国
1984年ロサンゼルスオリンピックをボイコットした国
上記3大会とも出場した国。

モスクワオリンピックへのボイコットを呼びかけ、中心的存在であったアメリカが開催する予定になっていた、次（1984年）の夏季オリンピックであるロサンゼルスオリンピックには、アメリカ軍のグレナダ侵攻を理由に多くの東側諸国が報復としてボイコットした。中でも、イランはモスクワオリンピックとロサンゼルスオリンピックを両方ともボイコットしている。
なお、前回のモントリオールオリンピックでは、南アフリカ共和国のアパルトヘイト政策に絡みアフリカ諸国の多くがボイコットをしたが、今回の五輪では主にイスラム圏を除いたアフリカ諸国が復帰した。
一方で、モスクワオリンピックをボイコットした韓国で次々回1988年に開催されたソウルオリンピックでは、南北共催が実現しなかったことへの抗議として北朝鮮とキューバなど数ヶ国がボイコットを行ったもの中華人民共和国をはじめほとんどのアフリカ諸国とソ連をはじめとする東側諸国が参加し、大規模なボイコット合戦にようやく終止符が打たれた。

## 実施競技
- 陸上競技
- 水泳
  - 競泳
  - 飛込
  - 水球
- サッカー
- ボート
- ホッケー
- ボクシング
- バレーボール
- 体操
- バスケットボール

- レスリング
- セーリング
- ウエイトリフティング
- ハンドボール
- 自転車競技
- 馬術
- フェンシング
- 柔道
- 射撃
- 近代五種
- カヌー
- アーチェリー

## 大会の結果

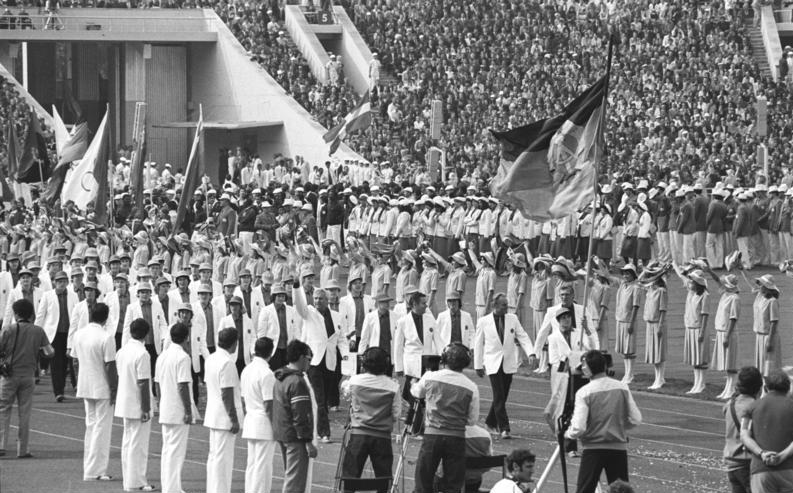
開会式に入場する東ドイツ代表チーム。
この開会式は、ソ連のアフガン侵攻に抗議して各国の旗が自国のものを掲げずバラバラになっていた。

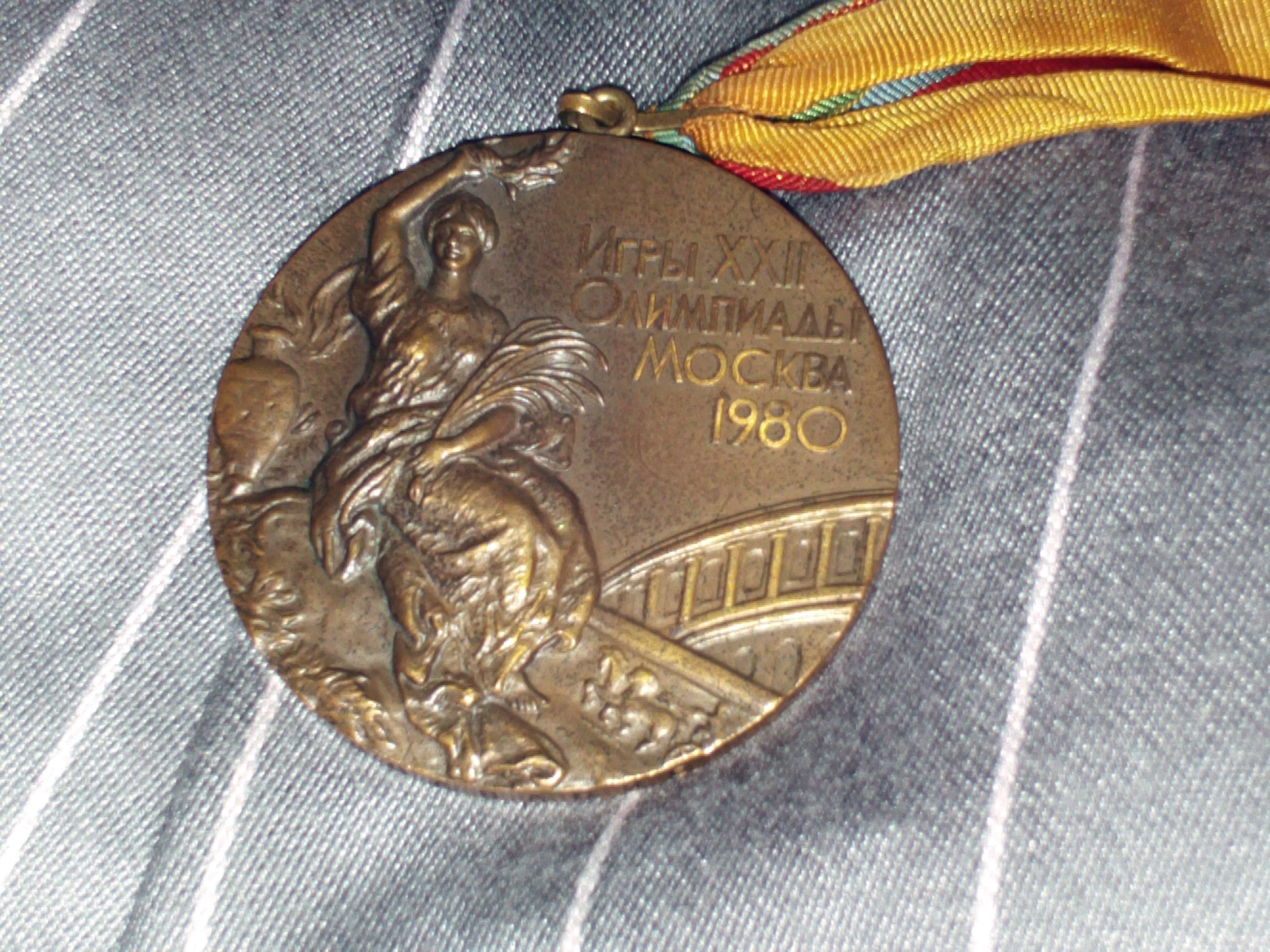
モスクワオリンピックの銅メダル

西側諸国の多くがボイコットしたことで、大会は東側諸国のメダルラッシュとなった。キューバを含めた東側諸国の経済協力機構であるコメコン加盟国全体では161個と、全204個の金メダルのうち79%を占めた。
特にソ連は自国開催の強みを最大限に発揮し、元来の得意種目の重量挙げや射撃に加え、アメリカが不参加の競泳や陸上、日本が不参加の男子体操やバレーボールで順調に金メダルを獲得した。金メダル80個は、1984年ロサンゼルスオリンピックでのアメリカの83個に次いで一つの大会での2番目の獲得記録となっている。
ソ連と同じく「ステート・アマ」が選手のほとんどを占める東ドイツもボートで14種目中11個の金メダルを稼ぎ、47個と第2位の金メダルを獲得した。
一方で、東側諸国に押され気味の西側諸国の中ではイギリスが陸上男子のトラック競技で健闘し100mのウェルズ、800mのオヴェット、1500mのコーと3つの金メダルを獲得している。

## 主な競技会場
・現在のウクライナ、モルドバ、アゼルバイジャン、アルメニア、ジョージア、ベラルーシ、エストニア、ロシア、カザフスタン、トルクメニスタン、ウズベキスタン、タジキスタン、キルギス、ラトビア、リトアニアに競技場が置かれた。
- グランド・アリーナ
- マイナー・アリーナ
- オリニピック・プール
- スポーツパレス
- ドルジバ・マルチプロセス・アリーナ
- オリンピック・スタジアム (モスクワ)
- CSKAモスクワ
- ディナモ・スタジアム (モスクワ)
- ディナモ・スタジアム (ミンスク)
- リパブリカン・スタジアム（キエフ）
- キーロフ・スタジアム（サンクトペテルブルク）
- ピリタ川（タリン）

## 各国・地域のメダル獲得数
| 順 | 国・地域               | 金 | 銀 | 銅 | 計  |
| -- | ---------------------- | -- | -- | -- | --- |
| 1  | ソビエト連邦（開催国） | 80 | 69 | 46 | 195 |
| 2  | 東ドイツ               | 47 | 37 | 42 | 126 |
| 3  | ブルガリア             | 8  | 16 | 17 | 41  |
| 4  | キューバ               | 8  | 7  | 5  | 20  |
| 5  | イタリア               | 8  | 3  | 4  | 15  |
| 6  | ハンガリー             | 7  | 10 | 15 | 32  |
| 7  | ルーマニア             | 6  | 6  | 13 | 25  |
| 8  | フランス               | 6  | 5  | 3  | 14  |
| 9  | イギリス               | 5  | 7  | 9  | 21  |
| 10 | ポーランド             | 3  | 14 | 15 | 32  |

## 大会マスコット

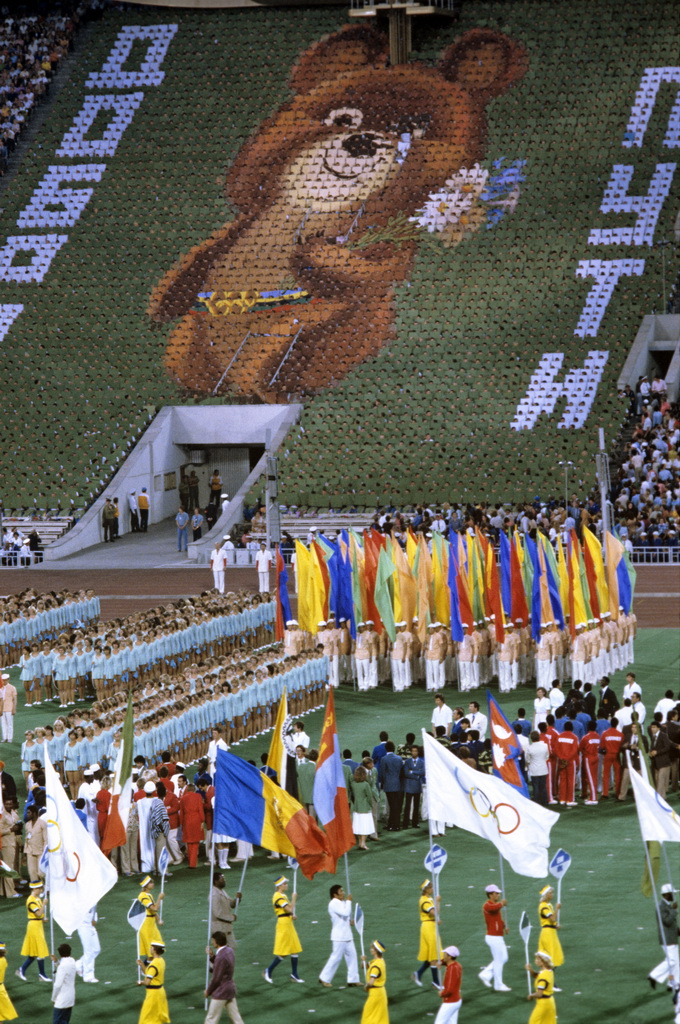
閉会式のマスゲームで別れの涙を流すミーシャ。

ミーシャ
熊をモチーフにしたマスコット。日本では、テレビ朝日系列（製作は朝日放送）にて、開催の前年からこのマスコットを主人公とした『こぐまのミーシャ』というアニメが放映されていた。主題歌にはロシア語の単語も使われていた。
開会式では、ミーシャの着ぐるみを着た子供たちがマスゲームを披露した。閉会式では最後に登場し、レフ・レシチェンコらが歌うデュエット曲「ダスビダーニャ、モスクワ!（さよなら、モスクワ！）」が流れる中ミーシャのマスコットが風船で打ち上げられ、森へ帰るミーシャの演出で大会を締めくくった。このときミーシャが別れの涙を流すマスゲームが行われた（アメリカや日本といった西側諸国が大会をボイコットしたことに対して涙を流した、という俗説は誤りである）。
それから34年後の2014年、ソチで開かれたソチオリンピックの閉会式にてミーシャの孫とされるホッキョクグマのマスコットが現れ、モスクワオリンピック閉会式の映像を流した後、スタジアムに設けられた小さな聖火台の聖火を吹き消すと共に一筋の涙をこぼすという場面が演出された。

## テレビ放映
ソ連国内では全連邦ラジオで、欧州ではユーロビジョン（31カ国）とインタービジョン（11カ国）、中南米ではOTIを通じて放送された。オーストラリアではチャンネル7、アメリカ国内ではNBCで放映したが、一部の国では放送体制を大幅縮小した。また、カナダは当初CBCで放送予定だったが、カナダのボイコットを受け中止が決定した。
日本では1977年にテレビ朝日系列が独占放映権を獲得した。しかし、日本のボイコットが決まったため中継体制は大幅に縮小され、深夜の録画放送のみとなった。視聴率は開会式が11.2%と過去最低を記録し、競技1日目となった7月20日23:50からの中継も1.5%（いずれもビデオリサーチ、日本・関東地方）と低迷した。放映権料についてはジャパンコンソーシアムを参照のこと。
なお、この前にテレビ朝日の重役で「怪物」と呼ばれた三浦甲子二がソ連の高官と会っていたことからチュメニ油田に絡む黒い噂を含む怪文書が流れたことがある。

## 影響

### 大会期間中
五輪期間中、モスクワではモノ不足による店の行列が消えた。外国人の目に実態が触れぬよう、当局がフィンランドで商品を買い占め、店の棚に並べさせていた。街中では、清涼飲料水のコカ・コーラやファンタが当時のソ連にはなかった使い捨てコップで売られた。缶ビールやたばこのマールボロも現れた。外国製のガムはソ連製と違って味が長持ちした。一般市民はつかの間、西側の豊かさを実感した。もっとも、子供たちは五輪中、サマーキャンプなどに送り出された。犯罪歴のある者や反体制派知識人は100キロ以上離れた僻地に隔離された。住民がだいぶ少なくなったモスクワには、全国から私服の秘密警察要員が集められた。

### 国際的影響
大会そのものは事件もなく平穏に終わったが、西側諸国の集団ボイコットによりその権威が失墜したことは疑いようがなかった。ソ連の失望と怒りは深く、次のロサンゼルスオリンピックでは東側諸国を巻き込んだ報復ボイコットにつながった。それを暗示するように、閉会式での電光掲示板では「ロサンゼルスで会いましょう」という文字が一切出なかった。
大会後、第3代キラニン男爵マイケル・モリスがIOC会長を退任し、後任にフアン・アントニオ・サマランチが新会長となった。これ以上の大量ボイコットを避けるための政治的独立と、その裏付けになる経済的自立を志向し結果としてテレビ放映権や大型スポンサー契約に依存する商業主義への傾斜を強め、プロ選手の出場解禁に道を付けた。

### 日本国内の影響
種目によっては、世界トップレベルの大会への参加に8年間の空白が大きなマイナスに作用した。
団体競技の影響
- 男子体操団体総合 - 1960年のローマオリンピックから1976年のモントリオールオリンピック（以下モントリオール）まで続いた5連覇が自動的に途絶え、金メダル奪回は2004年のアテネオリンピックまで28年を要した[1]。
- バレーボール - その後、男女とも未だに金メダルの再獲得には至っていない。
- 男子ハンドボール - 1984年のロサンゼルスオリンピック（以下、ロサンゼルス）、1988年のソウルオリンピック（以下、ソウル）と2大会連続出場を果たすも、モントリオールの9位には及ばず。その後、自国開催の2020年東京オリンピック（以下、東京）まで33年間出場が途絶えた。
- 女子バスケットボール - ボイコットへ動き出していた最中に世界予選出場も敗退。モントリオール以来の2度目の出場は1996年のアトランタオリンピックまで20年を要した。
- 男子バスケットボール - 自国開催の東京まで出場権獲得はならず、東京も一時は開催国枠を失う危機に見舞われた。
- 男子ホッケー、女子ハンドボール - ともに以降は自力での出場権獲得に至っていない。

個人競技の影響
- 赤井英和 (ボクシング) - 補欠として代表の可能性を残していたが完全消滅。その後、大学生の身分のままプロに転向した[1]。
- 石原敬士（クレー射撃） - 1968年のメキシコシティーオリンピックを協会の不祥事で出場を閉ざされて以来機会に恵まれず、念願の代表選出だったが、これも幻に終わった。2016年のリオデジャネイロオリンピックでは、次女である石原奈央子（英語版）がオリンピック出場を果たした[9]。その後、東京の聖火ランナーに内定し、COVID-19の影響による開催延期を経ながらも2021年にランナーとして参加、延べ53年越しで祈願のオリンピック関係者となった。
- 香月清人 (柔道) - 前年の世界柔道選手権71kg級で優勝。代表が内定していたがボイコットを契機に一度は現役引退。その後、大阪府警の柔道師範として警察官を指導していたこともあった[10]。
- 蒲池猛夫（ライフル射撃） - 現役引退。後に復帰し、ロサンゼルスにて日本最年長記録で金メダルを獲得する。2014年に死去。
- 具志堅幸司（体操競技） - ロサンゼルスに出場し、金メダルを獲得。同じくロサンゼルスで出場が叶った梶谷信之は銀メダル、外村康二、山脇恭二も銅メダルを獲得した。
- 坂本典男・坂本勉 (トラックレース) - 自転車初の兄弟五輪代表選手となるはずだったが、幻に終わった[11]。その後、典男は競輪に転向。勉はロサンゼルスで日本自転車初メダルとなる銅メダルを獲得している。
- 瀬古利彦 (マラソン) - その後、ロサンゼルス、ソウルと2大会連続出場を果たしたものの、ソウルで9位にとどまった[1]。
- 宗茂・宗猛 (マラソン) - 一卵性双生児の五輪代表選手は幻に終わったが、ロサンゼルスで実現。しかし猛は4位で惜しくもメダルには届かず、茂は17位で入賞も逃す。
- 高田裕司 (レスリング) - 現役引退。後に復帰しロサンゼルスで銅メダルを獲得したが、「優勝したら表彰台から金メダルを投げていた」と後年語っている[12]。
- 長義和 (トラックレース) - 1977年に日本競輪学校に合格しながらも、それを辞退して当大会にかけたものの出場は叶わず。当時存在した競輪学校の年齢制限（24歳未満）のため競輪選手への道も閉ざされたことから、このまま現役を退いた。
- 津田真男 (ボート、シングルスカル) - ほとんど一人の力で代表の座を勝ち取ったが、幻の出場に終わった[注釈 1]。その後、国内各地のレガッタに出場した。
- 長崎宏子 (水泳) - 当時11歳。夏季五輪では初めての小学生の五輪代表選手だった[注釈 2]が幻に終わった[1]。その後、ロサンゼルス、ソウルと出場したが、いずれもメダル獲得は果たせなかった。
- 藤猪省太 (柔道) - 世界柔道選手権4回優勝の実績者で、代表が内定していたものの出場叶わず。その後指導者となり、2008年の北京オリンピックでは審判員としてオリンピックの舞台に立った。
- 宮内輝和 (レスリング) - 大学を中退し、大相撲に転向。
- 谷津嘉章 (レスリング) - プロレスに転向。1986年に復帰するもオリンピック出場果たせず。
- 山下泰裕 (柔道) - ボイコット決定のショックから翌日に全日本体重別選手権で骨折を追う不運も重なるが、当時の東海大学総長松前重義の勧めで現地観戦。ロサンゼルスに出場し、金メダルを獲得。現在は日本オリンピック委員会の会長を務める[1][12]。

テレビ朝日
- 1977年の社名変更に続く大改革の柱だったオリンピック独占中継の価値が大暴落し、大きなダメージを負った[1]。ただ、この中継の留守番予備軍として大量に採用したアナウンサー達から古舘伊知郎、南美希子、佐々木正洋、宮嶋泰子、吉澤一彦、渡辺宜嗣といった、のちに活躍することになる局アナを多く輩出した。

その後のJOCの対応
- 不本意ながら、政府のボイコット指示を受け入れざるを得なかったJOCは政府（文部省）から自立する形での組織の基盤強化の必要性を痛感し、1989年に日本体育協会から独立、財団法人としての活動を行うこととなった。

## 再招致
モスクワは2012年夏季オリンピックの開催地に立候補したが、最初の投票で落選した。なお、同年の開催地となったロンドンの招致委員長がこの五輪で男子陸上1500m金メダリストのセバスチャン・コーであった。